# Aninoasa (Dâmbovița)
Aninoasa è un comune della Romania di 5 997 abitanti, ubicato nel distretto di Dâmbovița, nella regione storica della Muntenia.
Il comune è formato dall'unione di 3 villaggi: Aninoasa, Săteni, Viforâta.
Nei dintorni del comune si trovano due importanti monasteri:
- Il Monastero di Dealu, la cui esistenza è documentata fin dal 1431
- Il Monastero di Viforâta, costruito nel 1530.

## Amministrazione

### Gemellaggi
- Solarino, Italia dal 21 luglio 2001[1].